# Locrinus
Locrinus was volgens de legende koning van Brittannië van 1081 v.Chr. - 1071 v.Chr. en werd als zodanig door Geoffrey of Monmouth beschreven. Hij was de oudste zoon van Brutus van Troje, en afstammeling van de Trojaan Aeneas. Hij was heerser over het deel van Brittannië dat (naar hem) Loegria werd genoemd, ruwweg komt dit overeen met het huidige Engeland. Hij heerste 10 jaar, waarvan het grootste deel in vrede verliep.
Hij wreekte zijn broer Albanactus' dood door Humber de Hun, door samen te werken met zijn andere broer Kamber. Humber werd verslagen bij een rivier, alwaar hij verdronk. Na deze slag werd de rivier de Humber genoemd. Locrinus deelde de buit van deze oorlog met zijn bondgenoten, hij hield slechts het goud en zilver voor zichzelf. Daarnaast nam hij  Estrildis, de dochter van de Germaanse koning, die door de hunnen was ontvoerd. Dit wekte onmin bij Corineus, die met Locrinus' vader Brutus huwelijksafspraken had gemaakt tussen Locrinus en Corineus' dochter Gwendolen. Locrinus gaf toe, en trouwde met Gwendolen, maar bleef in het geheim verliefd op Estrildis. Hij sloot Estrildis op in Trinovantum en hield haar daar 7 jaar vast.
Met Estrildis kreeg Locrinus een dochter, Habren, Locrinus en Gwendolen kregen een zoon, Maddan, die na zijn geboorte naar zijn grootvader Corineus werd gestuurd. Toen Corineus overleed, verliet Locrinus Gwendolen, en maakte Estrildis tot zijn koningin. Gwendolen ging naar Cornwall en trok met een leger ten strijde tegen Locrinus. De legers raakten slaags bij de rivier Stour, en Locrinus kwam in de strijd om. Gwendolen nam daarop de Britse troon over.